# كور جشمة (تكاب)
کور جشمة (بالفارسية: کورچشمه) هي مستوطنة تقع في إيران في Takab Rural District.